# Pardosa bernensis
Pardosa bernensis är en spindelart som först beskrevs av Hermann Lebert 1877.  Pardosa bernensis ingår i släktet Pardosa och familjen vargspindlar.
Artens utbredningsområde är Schweiz. Inga underarter finns listade i Catalogue of Life.